# Burim Kukeli
Burim Kukeli (Gjakova, 16 de janeiro de 1984) é um ex-futebolista profissional albanês que atuava como volante.

## Seleção nacional
Burim Kukeli fez parte do elenco da Seleção Albanesa de Futebol da Eurocopa de 2016.